# Talcy, Loir-et-Cher
Talcy är en kommun i departementet Loir-et-Cher i regionen Centre-Val de Loire i de centrala delarna av Frankrike. Kommunen ligger i kantonen Marchenoir som tillhör arrondissementet Blois. År 2022 hade Talcy 277 invånare.

## Befolkningsutveckling
Antalet invånare i kommunen Talcy
| Referens: INSEE |